# 28. prosinec
28. prosinec je 362. den roku podle gregoriánského kalendáře (363. v přestupném roce). Do konce roku zbývají 3 dny.

## Události

### Česko
- 1623 – Vyšel patent o tzv. mincovní kaládě, to znamená o státním bankrotu. Peníze ztratily devět desetin své původní hodnoty.
- 1989
  - Novým předsedou Federálního shromáždění byl zvolen Alexander Dubček.
  - AZNP Mladá Boleslav vyrobily oficiálně poslední exempláře osobního automobilu Škoda 105/120.

### Svět
- 1492 – Na ostrově Hispaniole byla zbudována pevnost La Navidad poté, co ztroskotala jedna z lodí Kryštofa Kolumba – Santa María. La Navidad se tak stala první španělskou a zároveň i evropskou koloniální osadou v Novém světě.
- 1612 – Galileo Galilei se stal prvním, kdo pozoroval planetu Neptun, ačkoliv ji považoval za hvězdu.
- 1895 – Bratři Lumiérové uskutečnili první veřejné promítání filmu.
- 1908 – Italské přístavní město Messina a okolní sídla zasáhlo zemětřesení o síle 7,5 Mw, které si v kombinaci s tsunami vyžádalo mezi 75 000 až 200 000 obětí.
- 1915 – První světová válka: válečné lodě Trojdohody se střetly s plavidly rakousko-uherské K.u.k. Kriegsmarine v bitvě u Drače.
- 1918 – Constance Markieviczová se stala první ženou, která byla zvolena do britského parlamentu.
- 2014 – Let Indonesia AirAsia 8501 se zřítil do moře nedaleko ostrova Borneo, zahynulo všech 162 osob na palubě letadla.

## Narození

### Česko

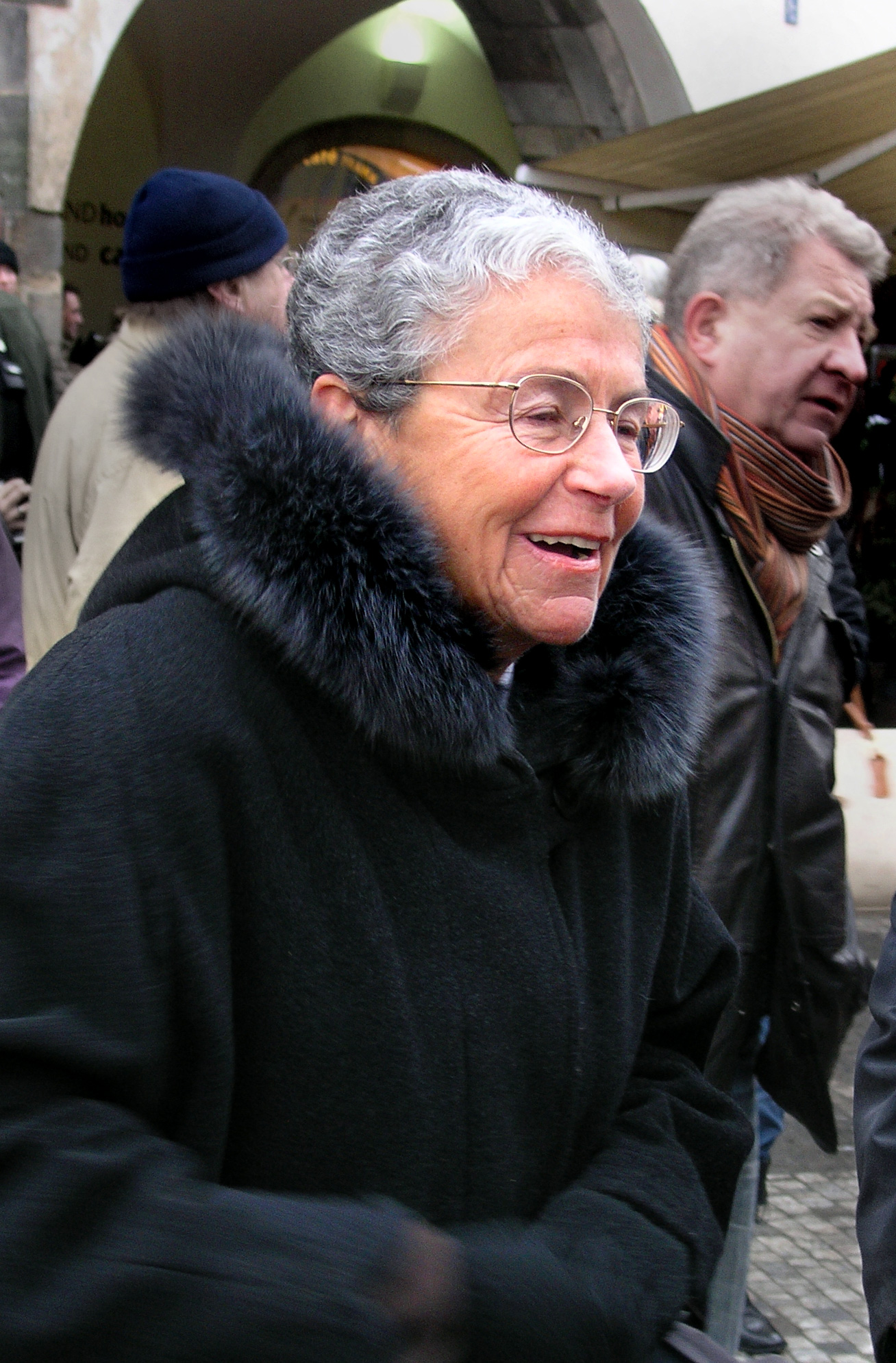
Helena Illnerová (* 1937)

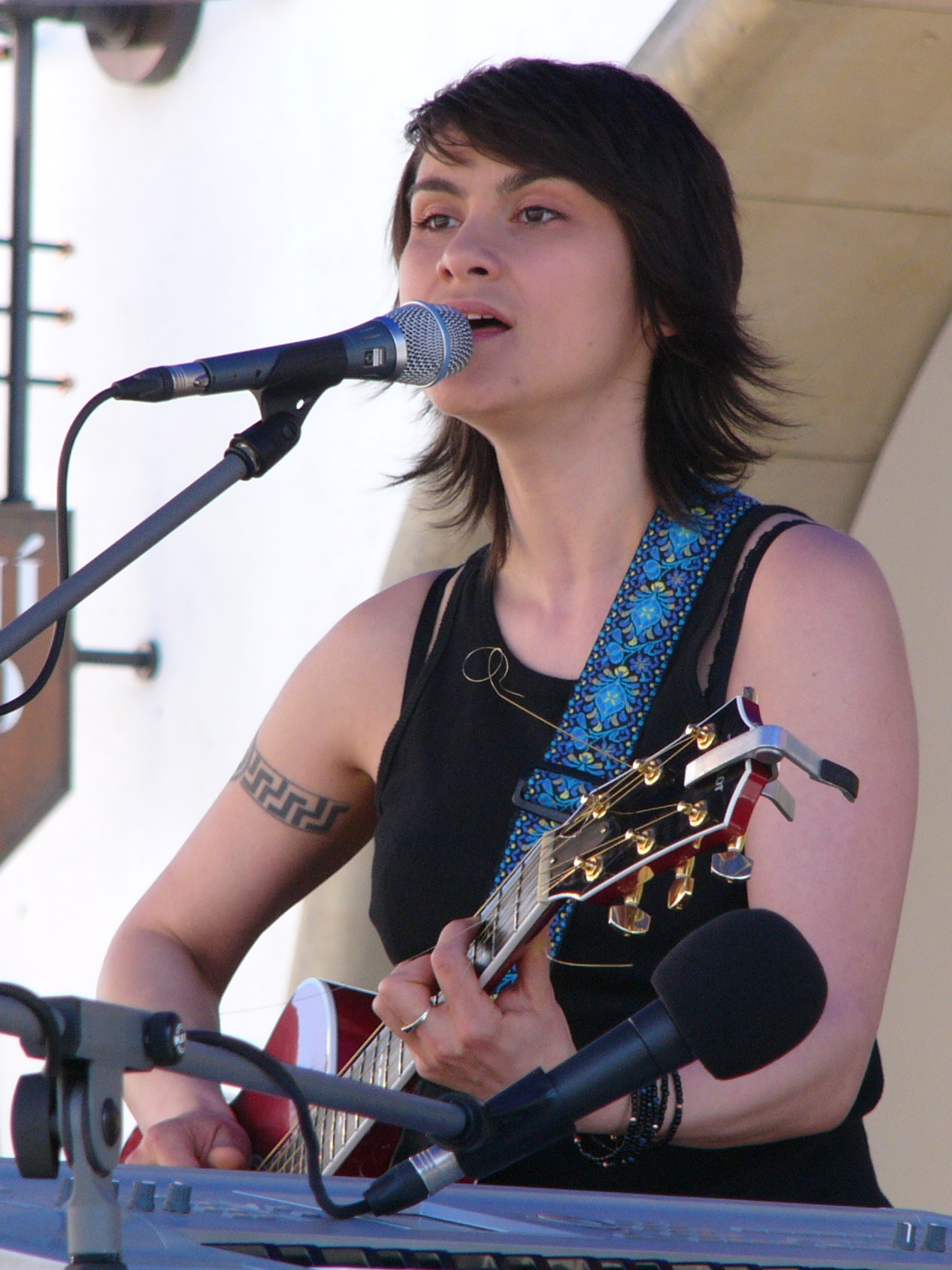
Lenka Dusilová (* 1975)

- 1751 – Josef Blažej Smrček, řádový hudebník a skladatel († po roce 1799)
- 1814 – František Schmoranz starší, architekt († 4. dubna 1902)
- 1825
  - Jindřich Opper, novinář († 18. ledna 1903)
  - Arnošt Förchtgott Tovačovský, moravský hudební skladatel († 18. prosince 1874)
- 1832 – Gustav Kálnoky, ministr zahraničí Rakouska-Uherska († 13. února 1898)
- 1842 – Franz Kindermann, rakouský a český lékař a politik († 3. dubna 1921)
- 1850 – František Mareš, archivář a spisovatel († 12. února 1939)
- 1857 – František Tyttl, mykolog a malíř († 6. června 1943)
- 1858
  - Jan Laichter, nakladatel a knihkupec († 31. října 1946)
  - Theodor Zuleger, sudetoněmecký politik († 16. dubna 1929)
- 1864 – Felix Časný, československý politik († 11. prosince 1948)
- 1866 – Josef V. Sterzinger, filolog a lexikograf († 9. ledna 1939)
- 1869 – Karel Scheinpflug, novinář a spisovatel († 5. května 1948)
- 1875 – František Světlík, moravský kněz a politik († 13. prosince 1949)
- 1878 – Václav Čutta, malíř († 19. dubna 1934)
- 1880 – Rudolf Vohanka, hudební skladatel († 6. dubna 1963)
- 1884 – Karel Anděl, astronom († 17. března 1947)
- 1887 – Rudolf Beran, česko-slovenský ministerský předseda († 28. února 1954)
- 1891 – Josef Sedlák, československý politik († 10. května 1966)
- 1892 – Otto Ušák, malíř a přírodovědný ilustrátor († 3. září 1957)
- 1913 – František Jirák, architekt a malíř († 19. února 1998)
- 1914 – Rudolf Novotný, voják a příslušník výsadku Spelter († 29. prosince 1953)
- 1920 – Viliam Gerik, příslušník výsadku Zinc, spolupracovník gestapa († 29. dubna 1947)
- 1923 – František Šamalík, československý ústavní právník a politolog († 24. dubna 2008)
- 1928 – Mlhoš Kafka, hudební skladatel a rozhlasový redaktor († 16. září 1993)
- 1929 – Jiří Vicherek, botanik († 16. ledna 2019)
- 1932
  - Eva Davidová, historička umění, etnografka, socioložka a fotografka († 21. září 2018)
  - Karel Michal, spisovatel, scenárista a dramatik († 30. června 1984)
- 1936 – Otakar Fuka, filmový scenárista, režisér a pedagog († 22. února 2012)
- 1937
  - Helena Illnerová, fyzioložka a biochemička, předsedkyně Akademie věd České republiky
  - Jaroslav Mareš, spisovatel, cestovatel a zoolog († 5. května 2021)
- 1942 – Ivo Hlobil, historik umění  († 2. listopadu 2021)
- 1943 – Jindřich Modráček, akademický malíř
- 1945 – Emil Přikryl, architekt
- 1946 – Karel Fiala, japanolog, lingvista a filolog
- 1947 – Ivo Kučera, herec, dramatik a dirigent
- 1959 – Marka Míková, herečka, hudebnice, režisérka a moderátorka
- 1960 – Jiří Komorous, policista
- 1969 – Ivo Prorok, hokejista
- 1971 – Barbora Munzarová, herečka
- 1975 – Lenka Dusilová, zpěvačka
- 1976 – Patrik Ježek, fotbalista
- 1993 – Adam Zábranský, politik

### Svět

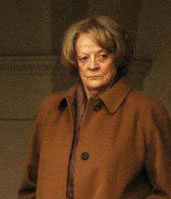
Maggie Smithová (* 1934)

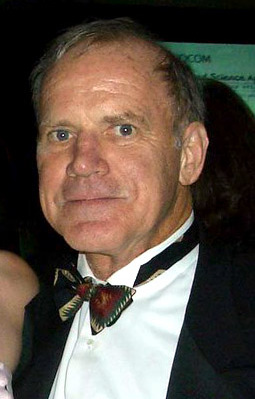
Kary Mullis (* 1944)

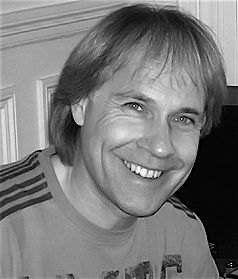
Richard Clayderman (* 1953)

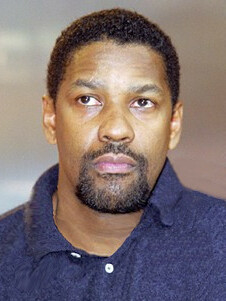
Denzel Washington (* 1954)

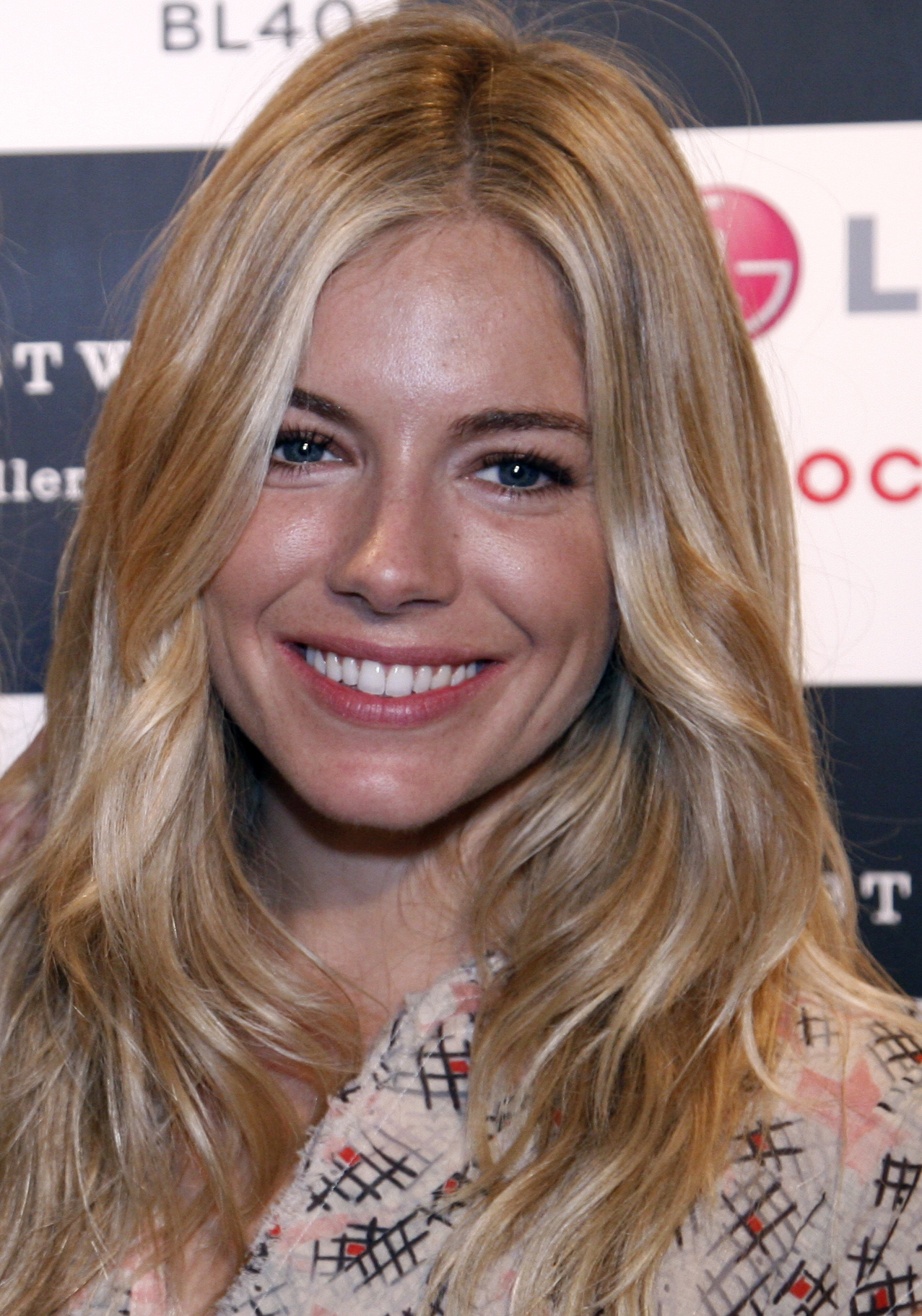
Sienna Millerová (* 1981)

- 1586 – Joachim Mencelius, evangelický kazatel († 26. září 1638)
- 1651 – Johann Krieger, německý varhaník, cembalista a hudební skladatel († 18. července 1735)
- 1693 – Pavel Ernest Jablonský, německý teolog a orientalista († 13. září 1757)
- 1708 – Zikmund z Haimhausenu, bavorský právník a podnikatel († 16. ledna 1793)
- 1721 – Marie Terezie z Lichtenštejna, knížecí princezna a šlechtična († 19. ledna 1753)
- 1745 – Juan Manuel de Ayala, španělský námořní důstojník a objevitel († 30. prosince 1797)
- 1795 – François-Nicolas-Madeleine Morlot, francouzský kardinál († 29. prosince 1862)
- 1817 – Florian Ziemiałkowski, předlitavský politik polského původu († 27. března 1900)
- 1849 – Herbert von Bismarck, německý politik († 18. září 1904)
- 1856 – Thomas Woodrow Wilson, 28. prezident Spojených států amerických, († 3. února 1924)
- 1862 – Morris Rosenfeld, židovský básník († 22. července 1923)
- 1864 – Henri de Régnier, francouzský básník a spisovatel († 23. května 1936)
- 1870 – Charles Bennett, britský atlet, dvojnásobný olympijský vítěz 1900 († 9. března 1949)
- 1871 – Pío Baroja, španělský romanopisec († 30. října 1956)
- 1882 – Arthur Eddington, anglický astronom a fyzik († 22. listopadu 1944)
- 1884 – Joseph Pholien, premiér Belgie († 4. ledna 1968)
- 1885 – Vladimir Tatlin, ruský malíř, sochař, architekt, scénograf a průmyslový výtvarník († 31. května 1953)
- 1887 – Walter Ruttmann, německý filmový režisér († 15. července 1941)
- 1888 – Friedrich Wilhelm Murnau, filmový režisér němé éry († 11. března 1931)
- 1889 – Asen Chalačev, bulharský politik († 25. června 1923)
- 1897
  - Lewis Jones, velšský spisovatel a politický aktivista († 27. ledna 1939)
  - Ivan Stěpanovič Koněv, sovětský maršál († 21. května 1973)
- 1898 – Carl-Gustav Arvid Rossby, švédsko-americký meteorolog († 19. srpen 1957)
- 1901 – Thomas Benjamin Cooray, srílanský arcibiskup a kardinál († 29. října 1988)
- 1902 – Mortimer Adler, americký filosof a spisovatel († 28. ledna 2001)
- 1903
  - John von Neumann, maďarský matematik († 8. února 1957)
  - Fanny Rosenfeldová, kanadská atletka († 14. listopadu 1969)
- 1906 – Ann Ronell, americká hudební skladatelka a textařka († 25. prosince 1993)
- 1907 – Erich Mielke, ministr pro státní bezpečnost (Stasi) NDR († 21. května 2000)
- 1911 – Fritz Kruspersky, německý scénograf a malíř († 29. října 1996)
- 1916 – Gerard Labuda, polský historik († 1. října 2010)
- 1920 – Antoinette, baronka z Massy, sestra monackého knížete Rainiera III. († 18. března 2011)
- 1921 – Johnny Otis, americký hudebník († 17. ledna 2012)
- 1922 – Stan Lee, americký autor komiksů  († 12. listopadu 2018)
- 1925 – Milton Obote, prezident Ugandy († 10. října 2005)
- 1926 – Eddie Kaye, americký saxofonista († 2. května 2013)
- 1929 – Terry Sawchuk, kanadský hokejista († 31. května 1970)
- 1930 – Ed Thigpen, americký jazzový bubeník († 13. ledna 2010)
- 1931 – Guy Debord, francouzský filosof, spisovatel a filmař († 30. listopadu 1994)
- 1932 – Nichelle Nicholsová, americká zpěvačka a herečka († 30. července 2022)
- 1934 – Maggie Smithová, britská herečka († 27. září 2024)
- 1938
  - Alexander Young, skotský baskytarista, kytarista a zpěvák, člen skupiny Grapefruit († 4. srpna 1997)
  - Alexander Horváth, slovenský fotbalista, československý reprezentant
- 1939
  - Jake Holmes, americký zpěvák a kytarista
  - Michael Hinz, německý herec († 6. listopadu 2008)
- 1940 – Lonnie Liston Smith, americký klavírista
- 1943
  - Rudolf Mock, slovenský geolog a paleontolog († 22. srpna 1996)
  - Juan Luis Cipriani Thorne, peruánský kardinál
- 1944 – Kary Mullis, americký chemik, Nobelova cena za chemii 1993 († 7. srpna 2019)
- 1945 – Biréndra, nepálský král († 1. června 2001)
- 1946 – Edgar Winter, americký multiinstrumentalista
- 1948 – Ziggy Modeliste, americký bubeník
- 1950
  - Hugh McDonald, americký hudebník
  - Alex Chilton, americký kytarista a skladatel († 17. března 2010)
- 1951
  - Ian Buruma, britsko-nizozemský novinář, spisovatel
  - John Gray, americký populárně-psychologický autor a spisovatel
- 1953
  - Richard Clayderman, francouzský pianista
  - James Foley, americký filmový režisér († 6. května 2025)
- 1954 – Denzel Washington, americký herec
- 1955
  - Aleksandras Algirdas Abišala, litevský premiér
  - Liou Siao-po, čínský literární kritik, disident a držitel Nobelovy ceny za mír († 13. července 2017)
- 1959 – Tomas Gustafson, švédský rychlobruslař,olympijský vítěz
- 1960 – Ray Bourque, bývalý kanadský hokejista
- 1962
  - Michel Petrucciani, francouzský klavírista († 6. ledna 1999)
  - Abdi Bile, somálský atlet, běžec na střední tratě
- 1968
  - Jozef Daňo, bývalý slovenský hokejista
  - Světlana Kapaninová, ruská akrobatická pilotka
- 1969 – Linus Torvalds, finský programátor, původní tvůrce jádra Linuxu
- 1970 – Oleg Artěmjev, ruský inženýr a kosmonaut
- 1972
  - Daniela Šinkorová, slovenská herečka
  - Scott Brown, skotský DJ
- 1976 – Joe Manganiello, americký herec
- 1978 – John Legend, americký zpěvák a klavírista
- 1979
  - James Blake, americký tenista
  - Noomi Rapace, švédská herečka
- 1980 – Diego Junqueira, argentinský tenista
- 1981
  - Frank Turner, anglický zpěvák a kytarista
  - Khalid Boulahrouz, nizozemský fotbalista
  - Sienna Millerová, americká herečka
- 1994
  - Adam Peaty, britský plavec, olympijský vítěz
  - Jonna Sundlingová, švédská běžkyně na lyžích
- 2000 – Sebastián Báez, argentinský tenista
- 2001 – Paul Penhoët, francouzský silniční cyklista

## Úmrtí

### Česko
- 1642 – Jan Kašpar Stredele z Montani a Bergenu, světící biskup pasovský a olomoucký (* 1582)
- 1829
  - Jan Václav Peter, česko-rakouský malíř zvířat (* 9. září 1745)
  - František Antonín Martin Mensi, kněz a hudební skladatel (* 28. března 1753)
- 1854 – Jan Pravoslav Koubek, pedagog, básník a politik (* 5. června 1805)
- 1868 – Karel Chotek, šlechtic, nejvyšší český purkrabí (* 23. července 1783)
- 1877 – Ludvík Ochrana, český katolický kněz a národní buditel (* 14. května 1814)
- 1890 – Wendelin Rziha, rakouský a český právník a politik německé národnosti (* 3. října 1827)
- 1916 – Hugo Klement Mrázek, český hudební skladatel (* 8. února 1889)
- 1930 – Vilém Nikodém, spisovatel, archivář a kronikář (* 10. února 1852)
- 1932 – Ondřej Schrutz, profesor epidemiologie a dějin lékařství (* 25. listopadu 1865)
- 1959 – Svatopluk Klír, český malíř (* 26. září 1896)
- 1960 – František Kreuzmann starší, zpěvák a herec (* 11. října 1895)
- 1966 – Vincenc Makovský, český sochař (* 3. května 1900)
- 1969 – Miroslav Schäferling, první československý radioamatér (* 17. listopadu 1905)
- 1971 – Josef Procházka, český výtvarník – betlemář (* 12. září 1899)
- 1979 – Antonín Šatra, český hudební skladatel (* 21. února 1901)
- 1990 – Sláva Štochl, fotograf (* 12. ledna 1913)
- 1992 – Eugen Jegorov, český herec (* 9. října 1937)
- 1999 – Vladimír Dvořák, herec, textař a konferenciér (* 14. května 1925)
- 2003 – František Miroslav Doubrava, herec (* 27. března 1919)
- 2005 – Emil Velenský, basketbalista, mistr Evropy (* 21. května 1920)
- 2007 – Karel Havlíček, stepař, tanečník standardních i latinskoamerických tanců (* 25. prosince 1923)
- 2012 – Václav Drobný, český fotbalista (* 9. září 1980)
- 2014 – Josef Vondruška, český básník, prozaik a hudebník (* 18. dubna 1952)
- 2021 – Pavel Chrastina, český zpěvák a baskytarista (* 25. dubna 1940)
- 2022 – František Jursa, cyklista a trenér (* 1. května 1933)

### Svět

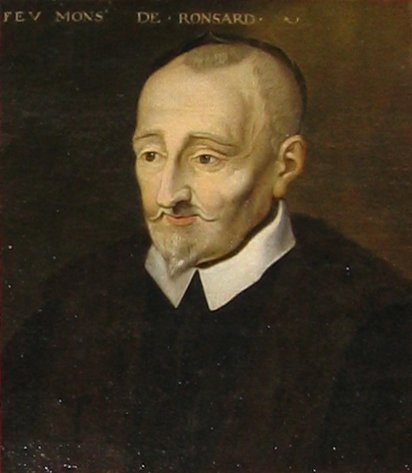
Pierre de Ronsard († 1585)

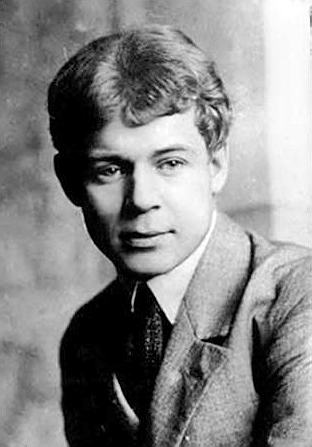
Sergej Jesenin († 1925)

- 1503 – Piero de Medici, florentský vládce (* 15. února 1472)
- 1585 – Pierre de Ronsard, francouzský básník (* 11. září 1524)
- 1620 – Jakob Zeller, německý sochař, umělecký soustružník a řezbář (* 1581)
- 1622 – Svatý František Saleský, ženevský biskup (* 21. srpna 1567)
- 1624 – Arcivévoda Karel Habsburský, biskup brixenský, místokrál portugalský (* 7. srpna 1590)
- 1663 – Francesco Maria Grimaldi, jezuitský kněz, fyzik a astronom (* 2. dubna 1618)
- 1694 – Marie II. Stuartovna, anglická královna (* 30. dubna 1662)
- 1706 – Pierre Bayle, francouzský filosof (* 16. listopadu 1647)
- 1734 – Robert Roy MacGregor, skotský lidový hrdina (pokřtěn 7. března 1671)
- 1736 – Antonio Caldara, italský violoncellista a hudební skladatel (* ? 1670)
- 1757 – Karolina Alžběta Hannoverská, třetí dcera britského krále Jiřího II. (* 10. června 1713)
- 1764
  - Marie Karolína Savojská, savojská vévodkyně a saská princezna (* 17. ledna 1764)
  - Henry Boyle, 1. hrabě ze Shannonu, britský šlechtic a státník (* 1682)
- 1779 – Gennaro Manna, italský hudební skladatel a pedagog (* 12. prosince 1715)
- 1789 – Auguste Denis Fougeroux de Bondaroy, francouzský botanik (* 10. října 1732)
- 1829 – Jean Baptiste Lamarck, francouzský přírodovědec (* 1. srpna 1744)
- 1830 – Therese Krones, rakouská herečka (* 7. října 1801)
- 1848 – Augustus d'Este, vnuk britského krále Jiřího III. (* 3. ledna 1794)
- 1859 – Thomas Macaulay, britský historik, esejista, politik a básník (* 25. října 1800)
- 1861 – Anton Stefan von Martini, rakouský admirál (* 13. června 1792)
- 1870 – Alexej Fjodorovič Lvov, ruský houslový virtuóz, skladatel, dirigent (* 5. června 1798)
- 1889 – Tereza Marie Neapolsko-Sicilská, poslední brazilská císařovna (* 14. března 1822)
- 1893 – Adolf Jellinek, vídeňský vrchní rabín a židovský učenec (* 26. června 1821)
- 1899 – Carl Rammelsberg, německý chemik a mineralog (* 1. dubna 1813)
- 1900 – Alexandre de Serpa Pinto, portugalský cestovatel (* 20. dubna 1846)
- 1903 – Nikolaj Fjodorovič Fjodorov, ruský náboženský myslitel a filosof (* 7. června 1829)
- 1904 – Max Mauthner, rakousko-uherský průmyslník a politik (* 22. července 1838)
- 1905 – William Allen Fuller, hrdina americké občanské války (* 15. dubna 1836)
- 1916 – Eduard Strauß, rakouský dirigent a skladatel (* 15. března 1835)
- 1919 – Johannes Rydberg, švédský fyzik (* 8. listopadu 1854)
- 1921 – Ján Ružiak, slovenský politik (* 29. listopadu 1849)
- 1924 – Léon Bakst, ruský malíř (* 10. května 1866)
- 1925 – Sergej Alexandrovič Jesenin, ruský spisovatel (* 3. říjen 1895)
- 1930 – Antonio Mancini, italský malíř (* 14. listopadu 1852)
- 1936 – Nestor Lakoba, abchazský bolševický revolucionář (* 1. května 1893)
- 1937 – Maurice Ravel, francouzský hudební skladatel (* 7. března 1875)
- 1942 – Alfred Flatow, německý gymnasta, trojnásobný olympijský vítěz 1896 (* 3. října 1869)
- 1944 – Richard Hesse, německý zoolog (* 20. února 1868)
- 1945 – Theodore Dreiser, americký spisovatel (* 27. srpen 1871)
- 1947 – Viktor Emanuel III., bývalý italský král (* 11. listopadu 1869)
- 1949 – Jack Lovelock, novozélandský olympijský vítěz v běhu na 1500m z roku 1936 (* 5. ledna 1910)
- 1952 – Alexandrina Meklenbursko-Zvěřínská, dánská královna (* 24. prosince 1879)
- 1954 – Cecílie Meklenbursko-Zvěřínská, německá a pruská korunní princezna (* 20. září 1886)
- 1959
  - Fernand Bouisson, 111. premiér Francie (* 16. června 1874)
  - Ante Pavelić, chorvatský nacionalista (* 14. července 1889)
- 1961 – Edith Bolling Wilsonová, manželka 28. prezidenta USA Woodrowa Wilsona (* 15. října 1872)
- 1963 – Paul Hindemith, německý hudební skladatel (* 16. listopadu 1895)
- 1966 – Carl Osburn, americký sportovní střelec, pětinásobný olympijský vítěz 1912–1920 (* 5. května 1884)
- 1970
  - Gottlieb Fiala, rakouský odborář a politik Komunistické strany Rakouska (* 14. října 1891)
  - Lee Barnes, americký olympijský vítěz ve skoku o tyči 1924 (* 16. července 1906)
- 1971 – Max Steiner, rakouský hudební skladatel (* 10. května 1888)
- 1973 – Alexandr Rou, ruský filmový režisér (* 24. února 1906)
- 1976 – Freddie King, americký kytarista a zpěvák (* 3. září 1934)
- 1983 – Dennis Wilson, americký rockový hudebník (* 4. prosince 1944)
- 1989 – Hermann Oberth, německý fyzik (* 25. června 1894)
- 1993 – Rigmor Dahl Delphin, norský fotograf (* 9. října 1908)
- 1997 – Corneliu Baba, rumunský malíř (* 18. listopadu 1906)
- 2002 – Fadia, egyptská princezna (* 15. prosince 1943)
- 2004 – Susan Sontagová, americká spisovatelka (* 16. leden 1933)
- 2009 – The Rev, americký bubeník (* 1981)
- 2010
  - Billy Taylor, americký klavírista (* 24. července 1921)
  - Dov Judkovski, izraelský novinář (* 24. března 1923)
- 2013 – Dwayne Burno, americký kontrabasista (* 10. června 1970)
- 2014 – Leelah Alcorn, americká transsexuální dívka (* 15. listopad 1997)
- 2015
  - Lemmy, britský baskytarista a zpěvák skupiny Motörhead (* 24. prosince 1945)
  - Ian Murdock, německý programátor, zakladatel projektu linuxové distribuce Debian (* 28. dubna 1973)
- 2016 – Debbie Reynoldsová, americká herečka, zpěvačka a tanečnice (* 1. dubna 1932)

## Svátky

### Česko
- Bohumila

### Liturgický kalendář
- Svátek 20 000 mučedníků z Nikomédie

## Pranostiky

### Česko
- Na Mláďátka když prší, osýpají se děti.
- Prší-li na Mláďátka, budou děti mříti.
- Když se na Mláďátka chumelí ráno, mrou toho roku děti,
když v poledne, mrou lidé středních let, a když večer, mrou starci.
- Je-li na Mláďátka mha, mrou děti.
- Na Mláďátka mlha na Lysé hoře, kobzole se neurodí a mladí lidé budou mříti.
- Máme-li na Mláďátka a svatého Josefa pěkné počasí, zvednou se příští léto brambory.
- O Mláďátkách den se omlazuje.
- Je-li na Mláďátka mlha od Lysé hory, kobzole se neurodí; je-li mlha v údolích, bude kobzolí dost.
- Padají-li na Mláďátka velké kusy sněhu, mřou velcí lidé; pakli malé – děti.

| 28. prosinec v pražském KlementinuÚdaje jsou platné k 8. 7. 2025. | 28. prosinec v pražském KlementinuÚdaje jsou platné k 8. 7. 2025. | 28. prosinec v pražském KlementinuÚdaje jsou platné k 8. 7. 2025. |
| minimum                                                           | denní průměr                                                      | maximum                                                           |
| ----------------------------------------------------------------- | ----------------------------------------------------------------- | ----------------------------------------------------------------- |
| −22,3 °C (1799)                                                   | 1,4 °C (od 1961)                                                  | 13,6 °C (1839)                                                    |